# Lijst van staten in het Heilige Roomse Rijk (H)
Dit is een lijst van staten in het Heilige Roomse Rijk die beginnen met de letter H.
| Naam | Type       | Kreits                       | Bank | Gevormd     | Noten |
| ---- | ---------- | ---------------------------- | ---- | ----------- | --- |
| Hoya | graafschap | Nederrijns-Westfaalse Kreits |      | 1202 - 1582 | 1202: afgescheiden van hertogdom Saksen 1215: verwerft graafschap Nienburg 1345: verdeeld tussen Nienburg-Hoya en Hoya-Hoya 1497: Nienburg-Hoya en Hoya-Hoya worden verenigd in graafschap Hoya 1500: aan Nederrijns-Westfaalse Kreits 1582: aangesloten bij Brunswijk-Lüneburg |

A · B · C · D · E · F · G · H · I · J · K · L · M · N · O · P · Q · R · S · T · U · V · W · Z

vrije keizerlijke steden · keizerlijke abdijen